# Gülden Kayalar
Gülden Kayalar est une ancienne joueuse de volley-ball turque née le 5 décembre 1980 à Samsun. Elle mesure 1,67 m et jouait au poste de libero. Elle a totalisé 32 sélections en équipe de Turquie. Elle a mis un terme à sa carrière de volleyeuse professionnelle en 2017.

## Clubs
| Club                      | De        | À         |
| ------------------------- | --------- | --------- |
| Şanlıurfa Gençlik Spor    | 2002-2003 | 2002-2003 |
| Numune Spor Kulübü Ankara | 2003-2003 | 2003-2003 |
| Eczacıbaşı İstanbul       | 2003-2004 | 2016-2017 |

## Palmarès

### Équipe nationale
- Championnat d'Europe
  - Finaliste : 2003.
- Ligue européenne
  - Finaliste : 2009.

### Clubs
- Championnat du monde des clubs
  - Vainqueur : 2015, 2016.
- Ligue des champions
  - Vainqueur: 2015.
- Championnat de Turquie
  - Vainqueur : 2006, 2007, 2008, 2012.
  - Finaliste : 2013.
- Coupe de Turquie
  - Vainqueur : 2009, 2012.
  - Finaliste : 2013.
- Supercoupe de Turquie
  - Vainqueur: 2011, 2012.
  - Finaliste : 2009, 2013.

### Distinctions individuelles
- Championnat d'Europe de volley-ball féminin 2003: Meilleure défenseur.
- Championnat d'Europe de volley-ball féminin 2005: Meilleure réceptionneuse[3].
- Grand Prix mondial de volley-ball 2012: Meilleure réceptionneuse.
- Ligue des champions de volley-ball féminin 2014-2015 : Meilleure libero[4].